# 모리스 라마시
모리스 라마시(영어: Maurice LaMarche, 1958년 3월 30일 ~ )는 캐나다 출신의 성우이다.

## 출연작품

### TV 애니메이션
- 덱스터의 실험실 - 시미온 역
- 욕심쟁이 오리아저씨 - 카운트 로이
- 루니 툰 - 벅스 버니와 대피 덕 - 요세미티 샘 역
- 핑키와 브레인 - 브레인 역
- 하우스 오브 마우스 - 모티머 마우스 역
- 태즈마니아 - 대피 덕 역
- 타이니 툰 - 태즈매니안 데빌 역,요세미티 샘 역
- 테일스핀 - 패튼장군 역
- 퓨처라마 -키프 크로커 역

### 극장 애니메이션
- 주토피아 - 미스터 빅 역